# Villa comunale di Salerno
La Villa comunale di Salerno è il "giardino" della città. Fu progettata nel 1870 all'ingresso della città scendendo da Vietri sul Mare. Vi si trova la famosa Fontana del Tullio.

## Storia

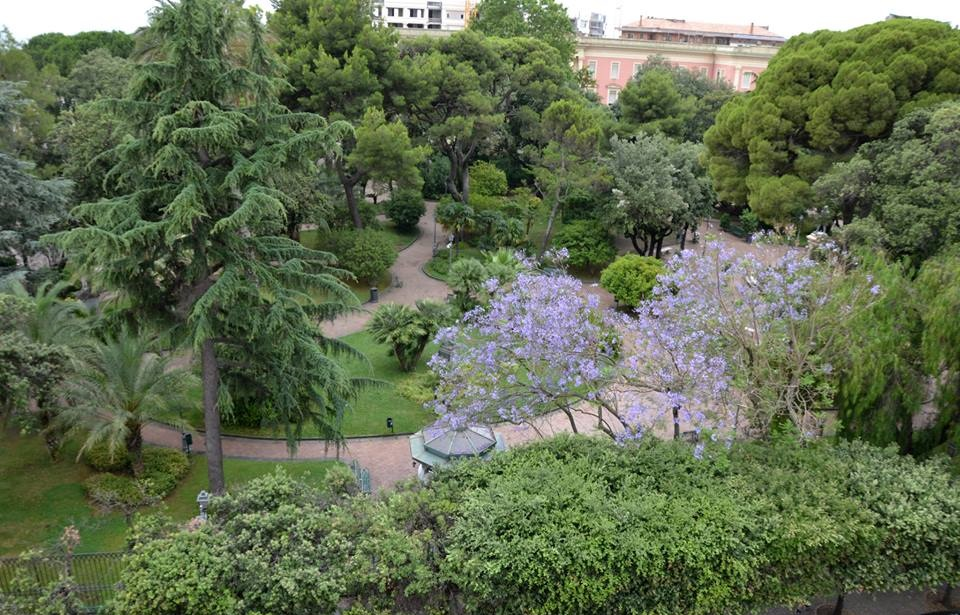
La villa vista dal campanile dell'Annunziata

Tra il Settecento e l'Ottocento si conclude quel processo fisico, iniziato alcuni secoli prima, che porterà alla creazione di nuovi spazi utili all'espansione della città verso il mare. Con il modificarsi della linea di costa, dovuto all'accumulo di detriti, si vennero a creare nuovi spazi che dovevano essere, in qualche modo, occupati. L'area oggetto del progetto della nuova Villa Comunale, era stata occupata dal Medioevo da una serie di complessi religiosi quali San Giovanni di Dio con annesso ospedale ed in seguito i conventi di San Francesco di Paola e Santa Maria di Portosalvo.
Nel primo decennio dell'Ottocento il governo borbonico diede inizio ai lavori di riempimento e di sostegno dello spazio intorno alla spiaggia di Santa Teresa. Nel 1818 venne affidato agli ingegneri Bellini e Scodes il compito di sistemare a verde i nuovi spazi venutesi a creare. Nello stesso anno venne presentato il progetto della Villa Comunale che si sarebbe dovuta realizzare in quell'area che, durante l'occupazione francese, era stata utilizzata come Piazza d'Armi e deposito di munizioni. L'unico elemento degno di nota dell'area era la fontana dedicata a Don Tullio, che la tradizione vuole donata a Gioacchino Murat in occasione del suo compleanno.

La villetta venne concepita di forma più o meno rettangolare, recintata con due ingressi a sud-est e sud-ovest. Il progetto, molto differente da quello realizzato in seguito, appariva in linea con la tendenza dell'epoca in quanto simile a quello presentato nel 1823 per la villetta lungo via dei Principati. Anche per quest'ultima il progettista, l'architetto Domenico Antonio Napoli prevedeva una ripartizione geometrica dello spazio interno e una chiusura con grate. La villa ideata da Bellini non fu realizzata e lo spazio in cui fu ideata venne in seguito destinato alla costruzione del teatro Verdi. Intorno al 1870 l'architetto Casalbore, lo stesso che nel 1851 aveva restaurato la villetta dei Due Principati, presentò un progetto per la costruzione dei giardini pubblici in prossimità del teatro.

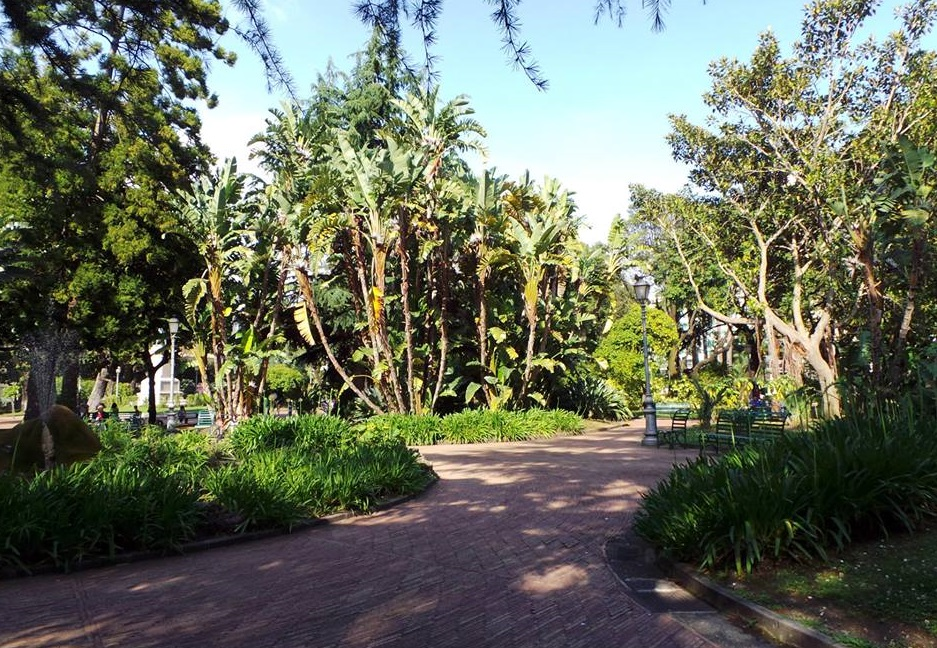
I viali della villa

 Il progetto di Casalbore, i cui lavori iniziarono nel 1870, prevedeva la costruzione di un muro di contenimento ottenendo così uno spazio di piccole dimensioni il cui asse longitudinale dove essere parallelo alla linea della spiaggia e su cui si sviluppava un grande viale, forse ricoperto di ghiaia o in terra battuta, che andava ad intersecarsi con un altro viale trasversale. Le aiuole furono ideate di forma circolare ma frastagliate, quasi a simboleggiare la corolla di un fiore.
Nel 1875 vennero eseguiti una serie di lavori di sistemazione e nel 1881 vennero apposte colonnette e fili di ferro intorno alle aiuole. Nel 1899 il consiglio comunale decide di eliminare l'aiuola orientale dei giardini prospiciente il teatro La Flora per consentire il pubblico passeggio. La costruzione del teatro e della villa animarono il quartiere che divenne uno dei luoghi più alla moda della Salerno ottocentesca, tant'è che furono spesso organizzati eventi musicali e culturali. Il 3 ottobre 1897 fu inaugurato il monumento a Giovanni Nicotera. Con la costruzione del palazzo della Prefettura la villa, che all'epoca arrivava fino a palazzo Edilizia, fu ridotta.

### Il restauro (1997)
Dopo un periodo di abbandono e maldestri tentativi di recupero effettuati negli anni '70, nel 1997 fu effettuato un intervento di restauro botanico ed architettonico particolarmente prestigioso (redatto dall'architetto Enrico Auletta) che ha visto l'ampliamento dell'area verde, radicalmente riqualificata con l'innesto di nuove piante legate alla cultura mediterranea e il restauro della fontana centrale e degli altri monumenti. Si è provveduto, inoltre, al ridisegno dei viali, al recupero delle antiche panchine in ferro battuto, al rifacimento di tutta la pavimentazione e alla pedonalizzazione di via D'Agostino. Un impianto di filodiffusione, dal design particolarmente integrato all'architettura del luogo, accompagna le passeggiate in Villa di tutti i visitatori.

## Le statue
All'interno della villa si trovano diverse statue: 

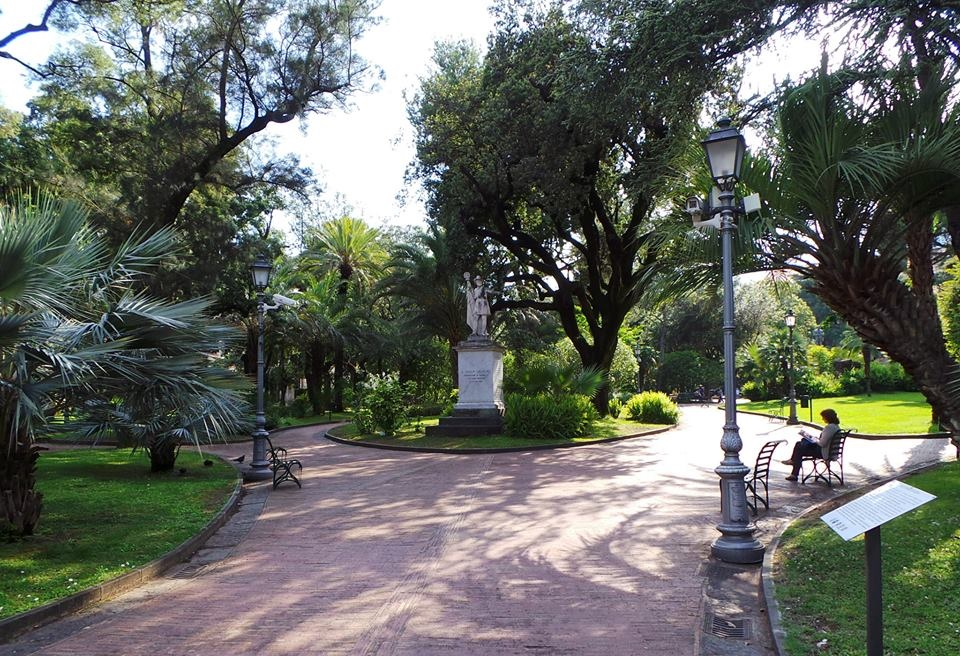
Ingresso della villa con statua a Pisacane

- Statua a Giovanni Nicotera: L'opera fu realizzata nel 1897 dallo scultore Alfonso Balzico per richiesta del comitato per le onoranze agli eroi di Sapri. Durante la guerra mondiale la statua fu fusa per realizzare proiettili ma, negli anni sessanta, ne fu ricollocata un'altra realizzata da Corrado Patroni. La nuova statua rappresenta Giovanni Nicotera colto nell'atto di strappare la propria condanna a morte.
- Statua a Carlo Pisacane:, opera in marmo raffigurante il patriota italiano, protagonista della spedizione dei trecento insieme a Giovanni Nicotera e Giovan Battista Falcone. Il monumento fu realizzato dallo scultore Gennaro Calì nel 1864 e posto in un primo momento lungo la strada Marina, di fronte alla Porta Nova. Successivamente, per esigenze pratiche, fu spostata nell'area dov'era situata l'antica Porta di Mare. Dal 1883 è sita all'interno della Villa Comunale.
- Busto ritratto di Clemente Mauro: Nel 1910 fu affidata alle abili mani dello scultore salernitano Gaetano Chiaromonte la realizzazione di un busto in memoria del parlamentare del Regno Clemente Mauro. Il busto, di cui è conservata la copia in gesso (in pessime condizioni) presso la soprintendenza BAPPSAE di Salerno, è in bronzo e poggia su un piedistallo (anch'esso in bronzo), inciso con un'iscrizione di dedica.
- Busto ritratto di Giovanni Cuomo: Sempre al Chiaromonte fu affidato, dopo la Seconda Guerra Mondiale, la realizzazione di un busto in bronzo raffigurante Giovanni Cuomo, noto antifascista, chiamato dal Primo Ministro Badoglio a svolgere le funzioni di Ministro della Pubblica Istruzione nei mesi di Salerno Capitale e in seguito deputato dell'Assemblea Costituente. Il Busto è posto su un elegante monoblocco in bronzo all'interno della Villa Comunale.

## Manifestazioni
La villa comunale è da anni sede di diverse manifestazioni. Nel mese di aprile si svolge la tradizionale "Mostra della Minerva", un mercato-mostra di piante rare ed oggetti per il giardino. Durante il fine settimana di svolgimento si organizzano convegni, seminari, corsi e laboratori sul mondo delle piante, nonché visite guidate presso il Giardino della Minerva.
Nel periodo invernale la villa, invece, si trasforma nel Giardino Incantato, con le installazioni luminose delle Luci d'artista.

## Galleria d'immagini

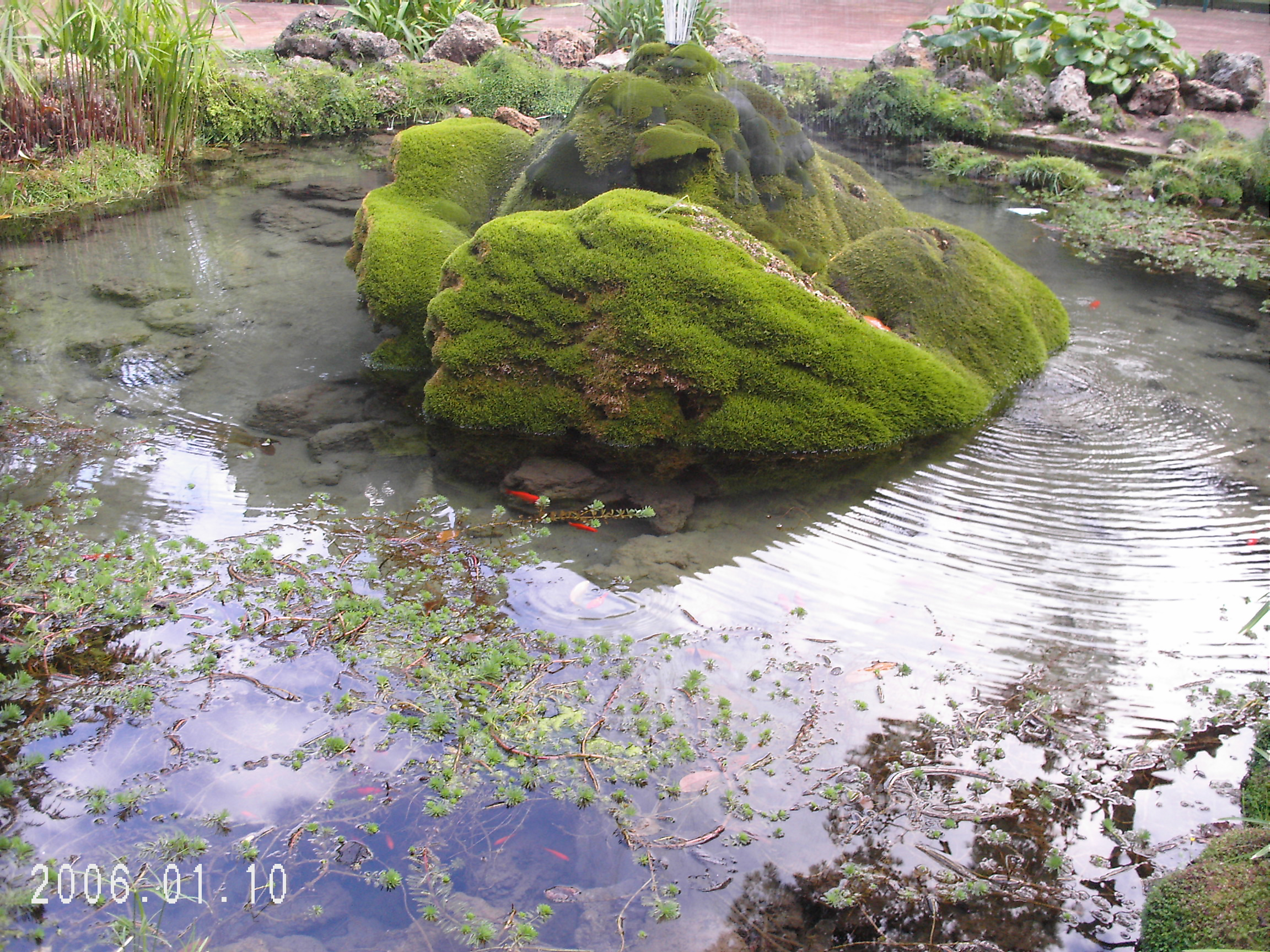
Laghetto con pesciolini
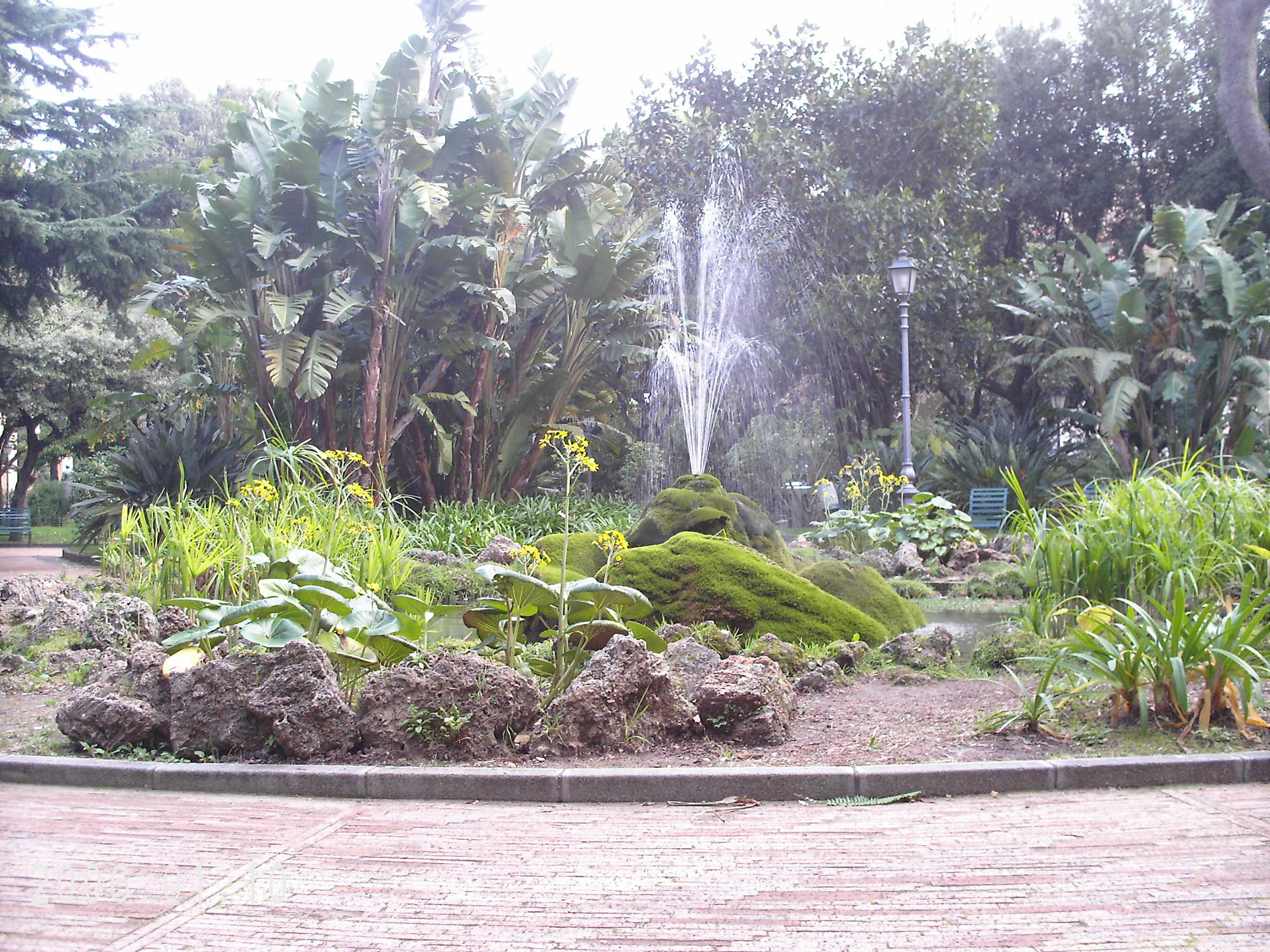
Veduta della Villa con fontanella
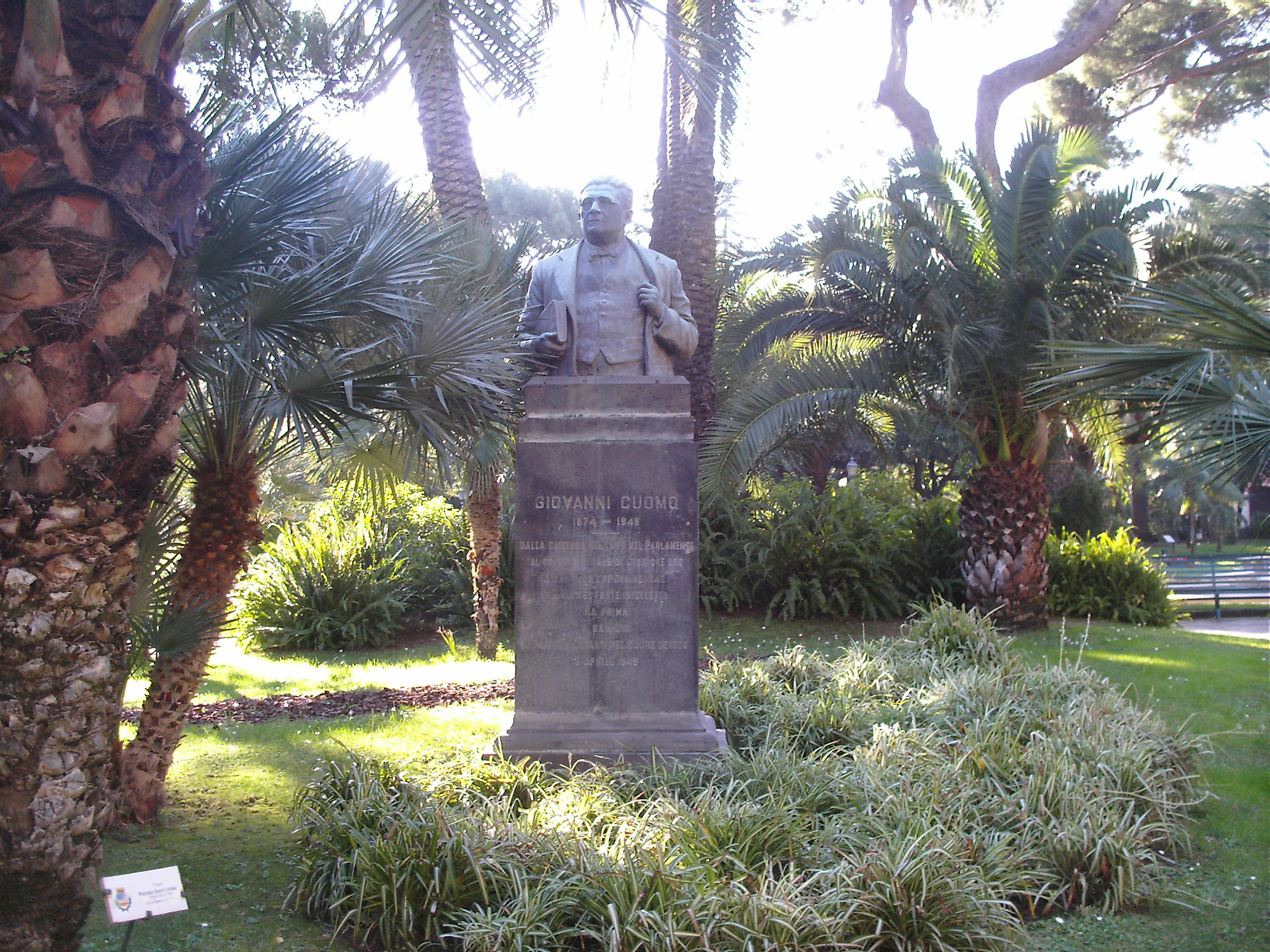
Busto del ministro salernitano Cuomo
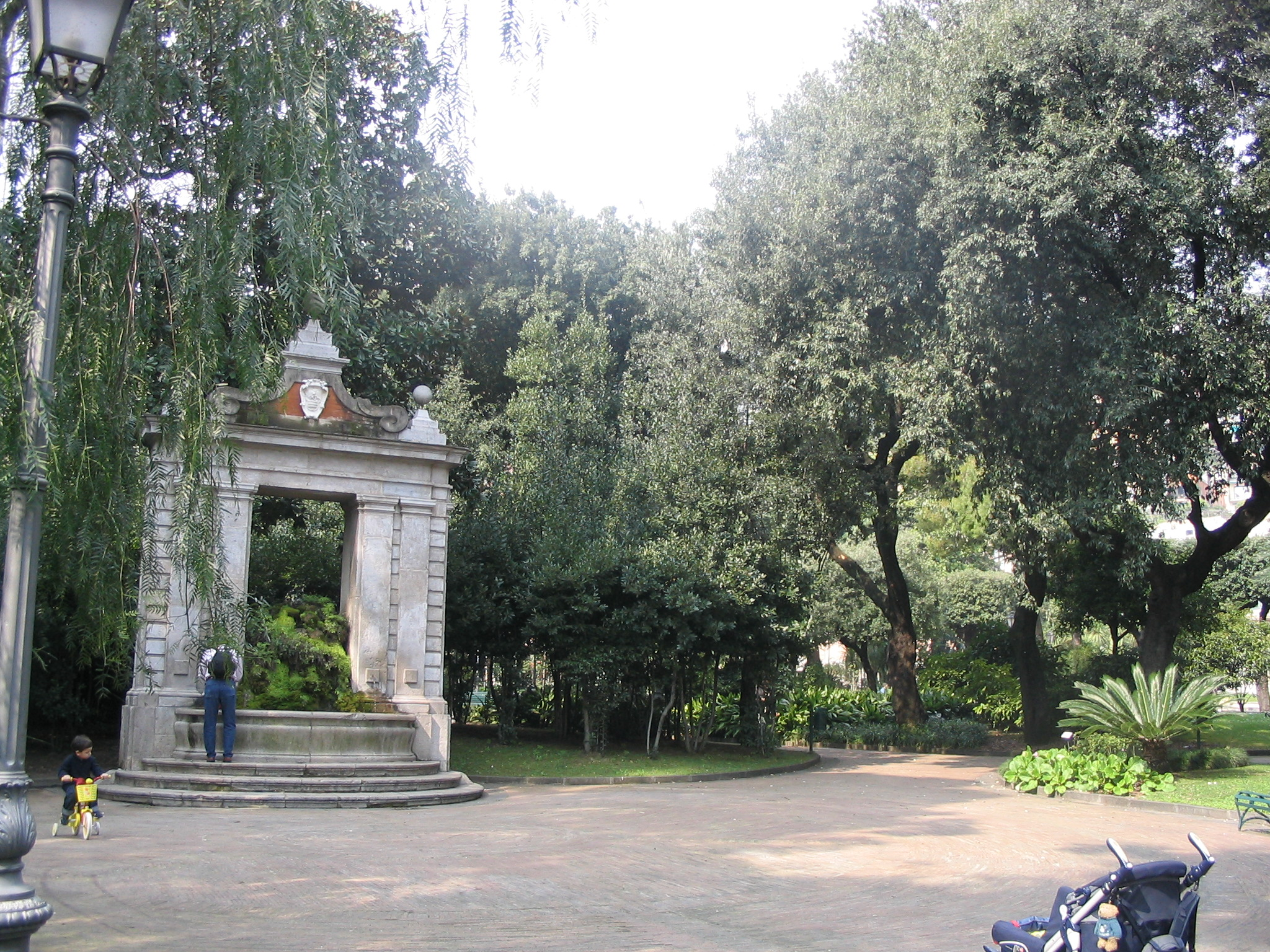
Fontana "Don Tullio"